# Micrempis varipes
Micrempis varipes är en tvåvingeart som beskrevs av Axel Leonard Melander 1927. Micrempis varipes ingår i släktet Micrempis och familjen puckeldansflugor. Inga underarter finns listade i Catalogue of Life.